# پی‌یر بلون (کارآفرین)
پیر بلون، (به فرانسوی: Pierre Bellon)؛ زادهٔ ۲۴ ژانویهٔ ۱۹۳۰ – ۳۱ ژانویهٔ ۲۰۲۲) کارآفرین و مدیر ارشد اجرایی فرانسوی بود که در سال ۱۹۶۶ شرکت سودکسو را تأسیس نمود.
این شرکت هم‌اکنون به‌عنوان بزرگترین شرکت ارائه‌دهنده خدمات موادغذایی و مدیریت تسهیلات در جهان، شناخته می‌شود.